# Kokoro no Senshi
心の戦士 - Kokoro no Senshi es el segundo sencillo lanzado por Angela Aki, el 18 de enero de 2006. La primera edición del sencillo incluía un DVD exclusivo con el videoclip de "Kokoro no Senshi" y el Final Fantasy XII Premiere DVD; que eran imágenes de Final Fantasy XII con la versión en inglés de Kiss Me good Bye.
El sencillo alcanzó el puesto 13 en la lista de ventas, y en su primera semana vendió 12.645 unidades, el triple que su sencillo anterior. En la segunda semana bajó al puesto 27 y vendió 6.661 unidades, mientras que en la tercera descendió al puesto 50 y vendió 3.088. El sencillo estuvo en la lista durante siete semanas vendiendo un total de 22.394 unidades.
En una entrevista con Excite Japón, Angela criticó al compositor Nobuo Uematsu por decir que su versión de Eyes On Me era una versión muy floja.

## Lista de canciones
| CD  |                                                             |                                                       |                        |                             |          |  |
| N.º | Título                                                      | Letras                                                | Música                 | Arreglistas(s)              | Duración |  |
| 1.  | «El Alma Del Guerrero (心の戦士 Kokoro no Senshi?)»         | Angela Aki                                            | Angela Aki             | Angela Aki, Motoki Matsuoka | 5:11     |  |
| 2.  | «Sora wa Itsumo Naiteiru (空はいつも泣いている?)»           | Angela Aki                                            | Angela Aki             | Angela Aki, Motoki Matsuoka | 3:12     |  |
| 3.  | «Today» (The Smashing Pumpkins cover)                       | William Patrick Corgan, Angela Aki (letras japonesas) | William Patrick Corgan | Angela Aki, Motoki Matsuoka | 3:54     |  |
| 4.  | «Eyes On Me -featured in FINAL FANTASY VIII-» (bonus track) | Kazumi Someya                                         | Nobuo Uematsu          | Angela Aki, Motoki Matsuoka | 4:31     |  |

| DVD |                                                            |              |          |  |
| N.º | Título                                                     | Director(es) | Duración |  |
| 1.  | «心の戦士 - Kokoro no Senshi» (videoclip)                  |              |          |  |
| 2.  | «Final Fantasy Ⅷ Premier movie featuring Kiss Me Good-Bye» |              |          |  |